# Castillo de Avís
El castillo de Avís se encuentra en el pueblo, parroquia y municipio de Avís, en el distrito de  Portalegre, Portugal.
Su construcción está relacionada con la instalación de la  Orden Militar de San Benito de Avís en la región del Alentejo.

## Historia

### Antecedentes
La primitiva ocupación humana de la región se remonta a la prehistoria, como puede verse por la presencia del conjunto  megalítico existente en la Herdade da Ordem de Avis.

### El castillo medieval
En la época en que se desarrolló la invasión romana de la península ibérica, las tierras de la actual Avís fueron donadas en 1211 por el rey  Afonso II (1211-1223) a la Milicia de los Frailes de Évora, fundada en 1175, con la condición de que se establecieran y construyeran un castillo para defender el lugar. Las obras tendrían lugar entre 1214 y 1223, atribuidas a su primer Gran Maestro, Fernão Anes, y los frailes transfirieron aquí la sede de su Orden, más tarde llamada Orden Militar de São Bento de Avis o simplemente la «Orden de Avís». Aún en la primera mitad del siglo XIII se erigió el primitivo edificio del Convento.
Fue a partir de la ascensión al trono de  Juan I, Maestre de Avís, que el nombre de la ciudad se asoció a la Historia de Portugal, pasando la Orden a la dependencia de la Corona.

### Desde elsigloXIXhasta el día de hoy
Cuando se extinguieron las órdenes religiosas en Portugal, en 1834, la Orden de Avís tenía en sus dominios 18 pueblos, 49 encomiendas y 128 prioratos. A partir de entonces, este patrimonio fue deshecho y los locales de la sede del Convento de Avís fueron vendidos a particulares. En ese momento, el Ayuntamiento adquirió la residencia de los maestros de la Orden, instalando allí el Ayuntamiento. No se encontró información sobre el destino del castillo en ese momento, que, si fue abandonado, debe haberse hundido en ruinas.
Los restos del castillo están clasificados como Monumento Nacional por Decreto del 16 de junio de 1910. De las seis torres originales de las murallas de la aldea, sólo quedan tres: la de São Roque, la de Santo António y la de la Reina.